# Ángel Salazar
Argenis Antonio Salazar Yepez (né le 4 novembre 1961 à Anaco, Anzoátegui, Venezuela) est un ancien joueur professionnel de baseball.
Il évolue dans la Ligue majeure de baseball, où il est connu sous le nom Ángel Salazar, comme joueur d'arrêt-court pour les Expos de Montréal en 1983 et 1984, les Royals de Kansas City en 1986 et 1987, et les Cubs de Chicago en 1988.
En 383 matchs joués dans le baseball majeur, Salazar compile 188 coups sûrs dont 33 doubles, 6 triples et deux circuits, 69 points marqués et 59 points produits. Sa moyenne au bâton en carrière s'élève à ,212.